# Turkestan (ville)
Pour les articles homonymes, voir Turkestan.
Turkestan ou Hazrat-e Turkestan (ancienne Yasi, nom moderne Türkistan, kazakh : Түркістан), est une ville de l'oblys du Kazakhstan-Méridional, au Kazakhstan. Sa population s'élevait à 142 899 habitants en 2009.

## Géographie
Turkestan est située près du fleuve Syr-Daria, à 160 km au nord-ouest de Chymkent.

## Histoire
Elle abrite le mausolée du mystique soufi Ahmed Yasavi, qui vécut au XIIe siècle, et est de ce fait un important lieu de pèlerinage d’Asie centrale.
La Bégum Rabia, fille d'Ulugh Beg, le prince-astronome de Samarcande, et épouse du khan Abu-l-Khayr de la dynastie des Chaybanides, y mourut en 1485 et y est également enterrée.
Elle fut la capitale du Khanat kazakh entre le XVe et le XVIIIe siècle.

### Pèlerinage
La ville attire des milliers de pèlerins. Selon une tradition régionale, trois pèlerinages au Turkestan équivalent à un hajj à la Mecque. Le Saint était tenu dans un tel respect que la ville était connue comme la Deuxième Mecque de l'Est, une vision qui a contribué à façonner l'identité spirituelle des musulmans du Kazakhstan.
En 2021, le Conseil turc a proclamé Turkestan comme étant la « capitale spirituelle du monde turc ».

## Population

### Évolution démographique
Depuis 1999, la population a évolué comme suit:
| Année | Population |
| ----- | ---------- |
| 1999  | 102 505    |
| 2009  | 142 899    |
| 2012  | 150 595    |

## Climat
| Mois                                  | jan.       | fév.       | mars      | avril     | mai       | juin      | jui.      | août      | sep.      | oct.       | nov.       | déc.      | année      |
| ------------------------------------- | ---------- | ---------- | --------- | --------- | --------- | --------- | --------- | --------- | --------- | ---------- | ---------- | --------- | ---------- |
| Température minimale moyenne (°C)     | −7         | −4,7       | 1,6       | 8,6       | 14,3      | 18,8      | 20,4      | 18,8      | 12,2      | 5,1        | −1         | −5,7      | 6,8        |
| Température moyenne (°C)              | −2,9       | −0,1       | 7,4       | 15,3      | 21,8      | 27,2      | 29        | 27,3      | 20,7      | 12,5       | 4,2        | −1,7      | 13,4       |
| Température maximale moyenne (°C)     | 1,8        | 5,4        | 14,2      | 22,2      | 28,9      | 34,6      | 36,4      | 35,2      | 28,9      | 20,8       | 10,5       | 3,2       | 20,3       |
| Record de froid (°C) date du record   | −33,6 1969 | −38,6 1969 | −25 1955  | −8,4 1960 | −2,8 1989 | 3,2 1983  | 6,4 1941  | 3,4 1943  | −5,5 1956 | −14,3 1987 | −31,8 1950 | −33 1938  | −38,6 1969 |
| Record de chaleur (°C) date du record | 18,7 1965  | 26,4 2016  | 30,7 1974 | 36,3 1936 | 40,5 1961 | 46,9 1917 | 47,9 1983 | 46,5 1947 | 41,9 1947 | 35,3 1941  | 27,9 1917  | 21,6 1989 | 47,9 1983  |
| Ensoleillement (h)                    | 138        | 155        | 199       | 247       | 337       | 382       | 401       | 383       | 315       | 248        | 167        | 122       | 3 094      |
| Précipitations (mm)                   | 25         | 26         | 31        | 23        | 21        | 8         | 4         | 2         | 2         | 12         | 26         | 26        | 206        |
| dont neige (cm)                       | 4          | 2          | 0         | 0         | 0         | 0         | 0         | 0         | 0         | 0          | 0          | 2         | 8          |
| Nombre de jours avec précipitations   | 5          | 6          | 8         | 8         | 7         | 4         | 2         | 1         | 2         | 4          | 7          | 6         | 60         |
| Humidité relative (%)                 | 79         | 73         | 63        | 50        | 43        | 33        | 34        | 32        | 36        | 51         | 69         | 79        | 54         |
| Nombre de jours avec neige            | 7          | 6          | 2         | 0,3       | 0         | 0         | 0         | 0         | 0         | 0,3        | 2          | 5         | 23         |
| Nombre de jours d'orage               | 0          | 0          | 0,4       | 1         | 3         | 2         | 2         | 1         | 0,2       | 0,2        | 0,2        | 0         | 10         |
| Nombre de jours avec brouillard       | 4          | 2          | 1         | 0,2       | 0         | 0         | 0         | 0         | 0         | 0,4        | 1          | 4         | 13         |

| Diagramme climatique                                  |           |           |           |            |           |           |           |           |           |          |           |
| J                                                     | F         | M         | A         | M          | J         | J         | A         | S         | O         | N        | D         |
| 1,8−725                                               | 5,4−4,726 | 14,21,631 | 22,28,623 | 28,914,321 | 34,618,88 | 36,420,44 | 35,218,82 | 28,912,22 | 20,85,112 | 10,5−126 | 3,2−5,726 |
| Moyennes : • Temp. maxi et mini °C • Précipitation mm |           |           |           |            |           |           |           |           |           |          |           |

## Transports
La ville est desservie par l'Aéroport de Turkestan-Khazret Sultan.